# Feres (Tracia)
Feres (in greco Φέρες?, in turco: Ferecik, in bulgaro: Fere, Фере) è un ex comune della Grecia nella periferia della Macedonia orientale e Tracia di 9 839 abitanti secondo i dati del censimento 2001.
È stato soppresso a seguito della riforma amministrativa detta Programma Callicrate in vigore dal gennaio 2011 ed è ora compreso nel comune di Alessandropoli.

## Storia
Fin dalla fondazione Feres era compreso all'interno dell'Impero ottomano. A seguito delle Guerre balcaniche (1912-1913) divenne parte della Bulgaria con il nome Фере (Fere), per passare poi nel 1920 alla Grecia. Ottenne lo status di municipalità nel 1986, unendo le comunità di Ardani, Doriskos, Feres e Itea.

## Località
Feres è suddiviso nelle seguenti comunità (i nomi dei villaggi tra parentesi):
- Ardani
- Doriskos (Doriskos, Monastiraki)
- Feres (Feres, Poros)
- Kavisos
- Peplos (Peplos, Vrysoula, Gemisti, Kipoi)
- Pylaia (Pylaia, Koila, Melia)
- Tryfilli (Tryfilli, Itea)